# Lithocarpus imperialis
Lithocarpus imperialis är en bokväxtart som först beskrevs av Karl Otto von Seemen, och fick sitt nu gällande namn av Markgr. Lithocarpus imperialis ingår i släktet Lithocarpus och familjen bokväxter. Inga underarter finns listade.